# Xã Dover, Quận Pope, Arkansas
Xã Dover (tiếng Anh: Dover Township) là một xã thuộc quận Pope, tiểu bang Arkansas, Hoa Kỳ. Năm 2010, dân số của xã này là 5.704 người.